# 八日市協楽映画劇場
八日市協楽映画劇場（ようかいちきょうらくえいがげきじょう）は、かつて存在した日本の映画館である。明治末年に滋賀県神崎郡八日市町（現在の同県東近江市八日市地区）の延命公園で開かれた角力を常設化した萬歳館（ばんざいかん）を源流とし、1928年（昭和3年）6月18日、映画館バンザイ館（バンザイかん）として開館した。1940年（昭和15年）1月、火災により全焼、同年11月に昭和映画劇場（しょうわえいがげきじょう）として再建された。第二次世界大戦後、1955年（昭和30年）に協楽映画劇場（きょうらくえいがげきじょう）を新設、以降、昭映・協映（しょうえい・きょうえい）として親しまれた。1996年（平成8年）にいずれも閉館した。旧・八日市市内初の映画館であり、最古の映画館として残った。
本項では、同2館について扱う。

## 沿革
- 明治末年 - 延命公園での角力が行われ、のちに萬歳館として常設化[1][2]
- 1926年 - 映画館設立の計画が始まる[1][2]
- 1928年6月18日 - バンザイ館として開館[1][2][3][9]
- 1940年1月 - 火災により全焼[1][2]
  - 同年11月 - 木造の昭和映画劇場として再建[1][2][5][6]
- 1955年 - 鉄筋造の協楽映画劇場を新設・開館[9][10][11]
- 1966年前後 - 八日市協楽映画劇場・八日市昭和映劇と改称[13]
- 1978年前後 - 移転・新築、八日市協映・昭和映劇と改称[17]
- 1989年 - 昭和映劇を昭栄劇場と改称[18]
- 1996年 - 両館とも閉館[19]

## データ
- 所在地 : 滋賀県八日市市本町10番地2号[17][18][19]
  - 現在の同県東近江市八日市本町10番地2号、現況は一般住宅地[20]

北緯35度6分47秒 東経136度11分40秒 / 北緯35.11306度 東経136.19444度
  - 移転前は滋賀県八日市市本町1番地15号・16号[13][14][15][16]
    - 現在の同県東近江市八日市本町1番地15号・16号
    - 開館時の同県神崎郡八日市町大字浜野560番地・564番地[5][6][7][8]、のちの八日市市浜野町560番地・564番地[21][22]
- 経営 : 
  1. 昭和興業 （横畑耕夫、1928年[1][2]）・日活 （1928年[1][2] - 1930年代[3]）
  2. 堀井昭典 （1940年代[5][6] - 1956年[7][8][9][10]）
  3. 協楽興業 （1956年[21] - 1972年前後[12][22][13][14]）
  4. 自由映画 （牧田義昌、1972年前後[15] - 1989年[16][17]）
  5. 自由映画社
    1. 長井幸雄 （1989年[18] - 1993年）
    2. 掛布信康 （1993年 - 1996年[19]）
- 支配人 : 
  1. 堀井勇二郎 （1930年代[3]）
  2. 藤井彌一 （1942年[5]）
  3. 堀井昭典 （1950年[7] - 1951年[8]）
  4. 辻富久 （1953年 - 1956年[9][10]）
  5. 堀井寅蔵 （1956年 - 1972年前後[12][13][14]）
  6. 堀井昭典 （1972年前後[15][16] - 1993年[17][18]）
  7. 前川富成 （1993年 - 1996年[19]）
- 構造 : 
  - バンザイ館・昭映 : 木造二階建[7][8][12][13][14][15][16] ⇒ 鉄筋コンクリート造一階建[18][19]
  - 協映 : 鉄筋コンクリート造二階建[12][13][14][15][16] ⇒ 鉄筋コンクリート造一階建[18][19]
- 観客定員数 : 
  - 昭映 : 433名（1942年[5] - 1943年[6]） ⇒ 530名（1951年） ⇒ 500名（1955年） ⇒ 450名（1961年[12]） ⇒ 500名（1967年[13] - 1979年[14][15][16]） ⇒ 400名（1984年 - 1985年） ⇒ 100名（1989年[18] - 1991年） ⇒ 110名（1993年 - 1996年[19]）
  - 協映 : 523名（1956年 - 1961年[12]） ⇒ 369名（1967年[13] - 1979年[14][15][16]） ⇒ 300名（1984年 - 1985年） ⇒ 96名（1989年[18] - 1996年[19]）

## 概要

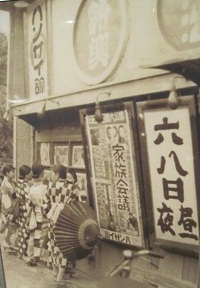
バンザイ館、1936年の写真。

### バンザイ館から昭和映画劇場へ
正確な時期は不明であるが、明治末年、滋賀県神崎郡八日市町に現在もある延命公園で、「海老長」（現在の海老長ホテル）の経営者が勧進元となって、角力が開催されており、その後、延命山のふもとの地にのちに萬歳館として角力常設化された。八日市では、この時期、この角力常設館のほか、大字金屋（現在の八日市金屋）に清楽館（のちの大正座）、同館の南東に大谷座という芝居小屋ができたが1902年（明治35年）4月14日に火災により焼失、同時期に延命新地につくられた歌舞練場はいろは館と名を変えて存続した。延命公園は、1898年（明治31年）7月24日に開業した八日市駅の西側にあり、「江州音頭発祥の地」として知られ、演芸や芝居が盛んな場所であった。とりわけ同館の位置したのは駅前であり、「海老長」のような旅館、1868年（明治元年）創業で現在は東京にも支店をもつ料亭「招福楼」もある商業地であった。
これら演芸・芝居の小屋のうち、萬歳館だけがまず映画館化に向かった。当時八日市町長であった横畑耕夫（1866年 - 没年不詳）が中心となって、映画館構想が開始されたのが1926年（大正15年）であった。横畑を社長として、映画館経営会社として昭和興業株式会社が設立され、1928年（昭和3年）6月18日、同町大字浜野にバンザイ館として開館した。開館当日は、11時に竣工式、夕刻から初めての上映を開始したが、こけら落とし作品は不明である。運営は日活が行い、普通席35銭・特等席50銭（当時）の料金体系であった。1930年（昭和5年）に発行された『日本映画事業総覧 昭和五年版』によれば、当時の支配人は堀井勇二郎、興行系統は日活、観客定員数についての記述はない。同館は、八日市では唯一の映画館であった。
『八日市市史 第4巻 近現代』によれば、1935年（昭和10年）12月28日付の新聞には、翌1936年（昭和11年）1月の同館の正月番組として、元日・2日は大河内傳次郎主演の『富士の白雪』（監督稲垣浩、1935年5月15日公開）、およびアメリカ映画『ロスト・ジャングル』（監督デイヴィッド・ハワード / アーマンド・シェーファー、1934年3月22日米国公開、1935年7月25日日本公開）、3日・4日は『海国大日本』（監督阿部豊、1935年5月27日公開）、および『東海道々中双六』（監督久見田喬二、1935年8月1日公開）が上映される旨の記事が残っているという。東京・浅草の富士館での封切日と比較して、半年遅れでの公開であった。同年の同館を撮影した写真が残っており（右写真）、当時は日活のほか、新興キネマ、松竹も看板に謳っており、松竹大船撮影所作品である『家族会議』（監督島津保次郎、1936年4月3日公開）が上映されている。
しかしこの写真に残る建物は、1940年（昭和15年）1月、火災により全焼してしまう。同年11月、木造二階建の昭和映画劇場（昭映）として再建される。再建後の経営者は堀井昭典、支配人は藤井彌一、観客定員数は433名であった。1942年（昭和17年）、第二次世界大戦による戦時統制が敷かれ、すべての映画が同年2月1日に設立された社団法人映画配給社の配給になり、すべての映画館が紅系・白系の2系統に組み入れられるが、『映画年鑑 昭和十七年版』には同館の興行系統については記述がない。

### 戦後2館体制
戦後は、1948年（昭和23年）10月に大正館（金屋641番地、経営・村田徳蔵）が映画館として始動し、八日市の映画館は、同館を含めて合計2館になった。当時の経営者は1940年代から引き続き堀井昭典、支配人は堀井が兼任し、観客定員数は530名、興行系統は大映の九番館、松竹の六番館であった。1954年（昭和29年）8月15日には八日市町が近隣町村と合併して八日市市になり、昭映を経営する堀井昭典は、翌1955年（昭和30年）には同館（浜野町564番地）に隣接して、鉄筋コンクリート造二階建、観客定員数523名の協楽映画劇場（協映、浜野町560番地）を新設・開館した。当時のこの2館の興行系統は、昭映が松竹・大映に加えて洋画（輸入映画）の混映館になり、協映が東宝・日活・洋画の混映館として始めている。同時期、大正座の興行系統は、東映・新東宝に変わり、市内での棲み分けを行っている。
新設の協楽映画劇場、バンザイ館の流れをくむ昭和映画劇場を経営する堀井昭典が代表を務める協楽興業株式会社は、所在地を協楽映画劇場と同一の浜野町560番地に置き、資本金は500万円、専務取締役を辻寅蔵が務めた。1964年（昭和39年）までには、大津市議会議員の堀井与士春が同社専務取締役に就任、同社を代表して八日市環境衛生協会・八日市防犯協会の理事も務めた。1960年（昭和35年）1月には、東映の封切館になっていた八日市東映大正座（かつての大正座）の隣地に日活および洋画系の八日市シネマが開館、協映が松竹・新東宝、昭映が松竹・大映・洋画系と興行系統が変わっている。1966年（昭和41年）前後、協映・昭映が八日市協楽映画劇場・八日市昭和映劇と改称、興行系統も協映が大映・東宝、昭映が松竹・洋画系に変わった。
1970年（昭和45年）には、金屋町の八日市東映劇場、1972年（昭和47年）には同じく八日市シネマがそれぞれ閉館、同市内の映画館が協映・昭映だけになった。同時期に協映・昭映の経営が、協楽興業から株式会社自由映画（代表・牧田義昌、東大阪市）に変わっている。協楽興業が同館から撤退したわけではなく、同社代表の堀井昭典が堀井寅蔵に代って同館の支配人を務めており、八日市東映閉館後に協映が日活・東宝・松竹・東映、昭映が東宝ほかと変更した興行系統も、八日市シネマの閉館を受けて、協映が東映・東宝・松竹、昭映が日活ほかに変更になった。日活は、1971年（昭和46年）11月20日に封切られた『団地妻 昼下りの情事』（監督西村昭五郎）および『色暦大奥秘話』（監督林功）を期に、成人映画に舵を切っており、したがって昭映は、日活ロマンポルノや他社のピンク映画等の成人映画館に変わっていった。この時期の八日市駅の駅前には、平和堂が第5号店として八日市店を出店（1994年移転）しており、興行の環境も変化の時代にあった。
1978年（昭和53年）前後、移転とともに新築しており、両館とも鉄筋コンクリート造一階建の建物に収まり、昭映の使用した木造の旧館は廃止され、八日市協映・昭和映劇と改称している。にっかつ（日活）は、1988年（昭和63年）5月28日公開作を最後にロマンポルノを撤退したが、昭映は以降もにっかつが配給する成人映画を上映した。翌1989年（平成元年）には、同館を経営していた自由映画株式会社の専務取締役であった長井幸雄が有限会社自由映画社を設立、同館はこの新会社の経営に移っている。支配人は堀井昭典がそのまま務め、両館ともに興行系統も変わらなかったが、昭映が昭栄劇場と改称するとともに、協映が100名、昭映が96名と観客定員数を大幅に縮小した。
1996年（平成8年）、いずれも閉館した。同館が所在した八日市市は、近隣の町と合併して、2005年（平成17年）2月11日には東近江市になった。2013年（平成25年）3月時点の同館跡地は、住宅地（協楽興業所有）である。最終的に同館を経営していた有限会社自由映画社は、2024年（令和6年）1月現在、映画館については彦根ビバシティシネマのみを経営している。

## 協楽興業
- 社名 : 協楽興業株式会社（きょうらくこうぎょう）[21]
- 所在地 : 滋賀県八日市市浜野町560番地（現在の同県東近江市八日市本町1番地15号）
- 資本金 : 500万円（1958年[21]）
- 代表 : 取締役社長 堀井昭典
  - 専務取締役 : 辻寅蔵（1958年[21]）、堀井与士春（1964年[22]）
- 事業場 : 八日市協楽映画劇場、八日市昭和映劇、能登川昭和映画劇場